# Ostenwalde (Ölfeld)
Das Erdölfeld Ostenwalde ist ein ehemaliges Erdölfördergebiet nahe dem Ort Ostenwalde im Hümmling im niedersächsischen Landkreis Emsland. Das Öl wurde über die Hümmlinger Kreisbahn abgefahren, dadurch hat das Ölfeld auch die Entwicklung der Eisenbahnstrecke stark beeinflusst.

## Das Ölfeld
Das Ölfeld Ostenwalde wurde 1953 durch eine Explorationsbohrung nachgewiesen und ab dem 19. Juni wurde das erste Öl per Kesselwagen abgefahren. Durch das geförderte Öl wurde die Schmalspurstrecke enorm beansprucht. Die schon in den zwanziger Jahren geplante Umspurung auf Normalspur wurde vorangetrieben und es wurde ein Ölladegleis eingerichtet.
Nach dem Höhepunkt der Ölförderung um 1960 sank die Förderquote stetig. 1995 wurde das Feld wegen der schlechten Weltmarktpreise und der immer geringer werdenden Förderung endgültig aufgegeben. Schon 1996 wurden die Ladegleise und Anlagen beseitigt und das Gelände wurde renaturiert.
Die Gesamtförderung betrug 456.342 t. Das Feld war mit 44 Förderbohrungen erschlossen und förderte das Erdöl aus den Schichten des Malm. Die in diesen Schichten verlaufenden Fangstrukturen haben das in den Wealden- und Doggerschichten entstandene Erdöl gesammelt.

## Förderung
| Jahr | Förderung in Tonnen |
| ---- | ------------------- |
| 1955 | 5.709               |
| 1960 | 42.261              |
| 1965 | 21.141              |
| 1970 | 9.000               |
| 1975 | 5.061               |
| 1979 | 4.000               |
| 1980 | 10.034              |
| 1984 | 17.793              |
| 1989 | 11.738              |
| 1990 | 12.260              |
| 1992 | 4.071               |
| 1995 | 2.043               |
| 1996 | 969                 |
| 1997 | 110                 |